# Cercospora longispora
Cercospora longispora är en svampart som beskrevs av Peck 1884. Cercospora longispora ingår i släktet Cercospora och familjen Mycosphaerellaceae.   Inga underarter finns listade i Catalogue of Life.